# Seaside Park
Seaside Park es un borough ubicado en el condado de Ocean en el estado estadounidense de Nueva Jersey. En el año 2010 tenía una población de 1,579 habitantes y una densidad poblacional de 789 personas por km².

## Geografía
Seaside Park se encuentra ubicado en las coordenadas 39°55′38″N 74°04′39″O / 39.92722, -74.07750.

## Demografía
Según la Oficina del Censo en 2000 los ingresos medios por hogar en la localidad eran de $45,380 y los ingresos medios por familia eran $58,636. Los hombres tenían unos ingresos medios de $42,813 frente a los $27,333 para las mujeres. La renta per cápita para la localidad era de $30,090. Alrededor del 8.6% de la población estaba por debajo del umbral de pobreza.